# Otto Meyer (Bildhauer)
Otto Meyer (* 21. Juni 1879 in Binningen; † 3. September 1943 ebenda) war ein Schweizer Bildhauer und Kunstpädagoge.

## Leben und Werk

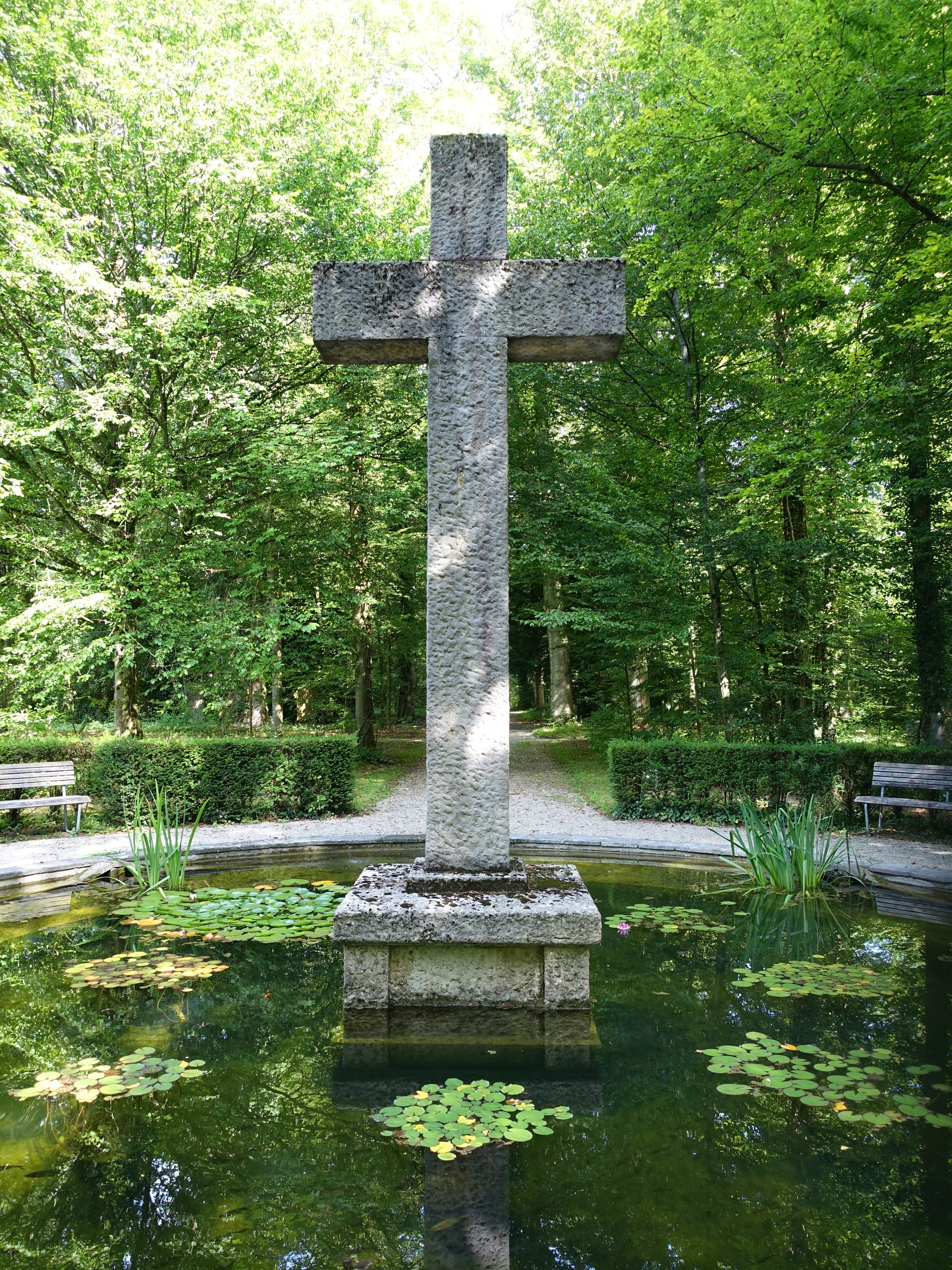
Steinkreuz im Waldfriedhof Rheinfelden.

Otto Meyer besuchte den Unterricht bei dem Bildhauer Joseph Hollubetz (1848–1910) an der damaligen Zeichen- und Modellierschule in Basel (später Allgemeine Gewerbeschule Basel). Nach Hollubetz’ Tod wurde Meyer sein Nachfolger. Anschliessend hielt sich Meyer für fünf Jahre an der Genfer Kunstschule (École des Beaux-Arts) auf. Danach war er zwei Jahre Assistent bei Edgar Boutry (1857–1938) in Paris.
Meyer widmete sich im Besonderen der Friedhofs- und Grabmalgestaltung. So schuf er u. a. das grosse Steinkreuz für den Waldfriedhof Rheinfelden und das Denkmal für Theodor Kocher auf dem Bremgartenfriedhof in Bern. Zudem war er für die Friedhof- und Grabmalgestaltung in seiner Heimatgemeinde Binningen zuständig. Meyer schuf auch Bildnisbüsten, so von seinem Freund  Rudolf Dürrwang.
Otto Meyers Schüler waren u. a. Hans Schmid, Fritz Gustav Schorr, Adolf Glatt und Paul Gmünder.